# 諾什拉克鄉
46°24′N 23°56′E / 46.400°N 23.933°E
諾什拉克鄉（羅馬尼亞語：Comuna Noșlac, Alba），是羅馬尼亞的鄉份，位於該國中部，由阿爾巴縣負責管轄，面積48平方公里，海拔高度305米，2011年人口1,661，人口密度每平方公里42人。